# Lobophora hexapterata
Lobophora hexapterata là một loài bướm đêm trong họ Geometridae.